# اونتی (کمون)
اونتی (به فرانسوی: Anthé) یک کمون در فرانسه است که در canton of Tournon-d'Agenais واقع شده‌است. اونتی ۱۳٫۹۳ کیلومتر مربع مساحت دارد ۱۱۰ متر بالاتر از سطح دریا واقع شده‌است.